# Unimation
Unimation fu la prima azienda al mondo di robotica industriale. Fu fondata nel 1962 da Joseph F. Engelberger e George Devol con sede a Danbury (Connecticut) negli USA.

## Storia

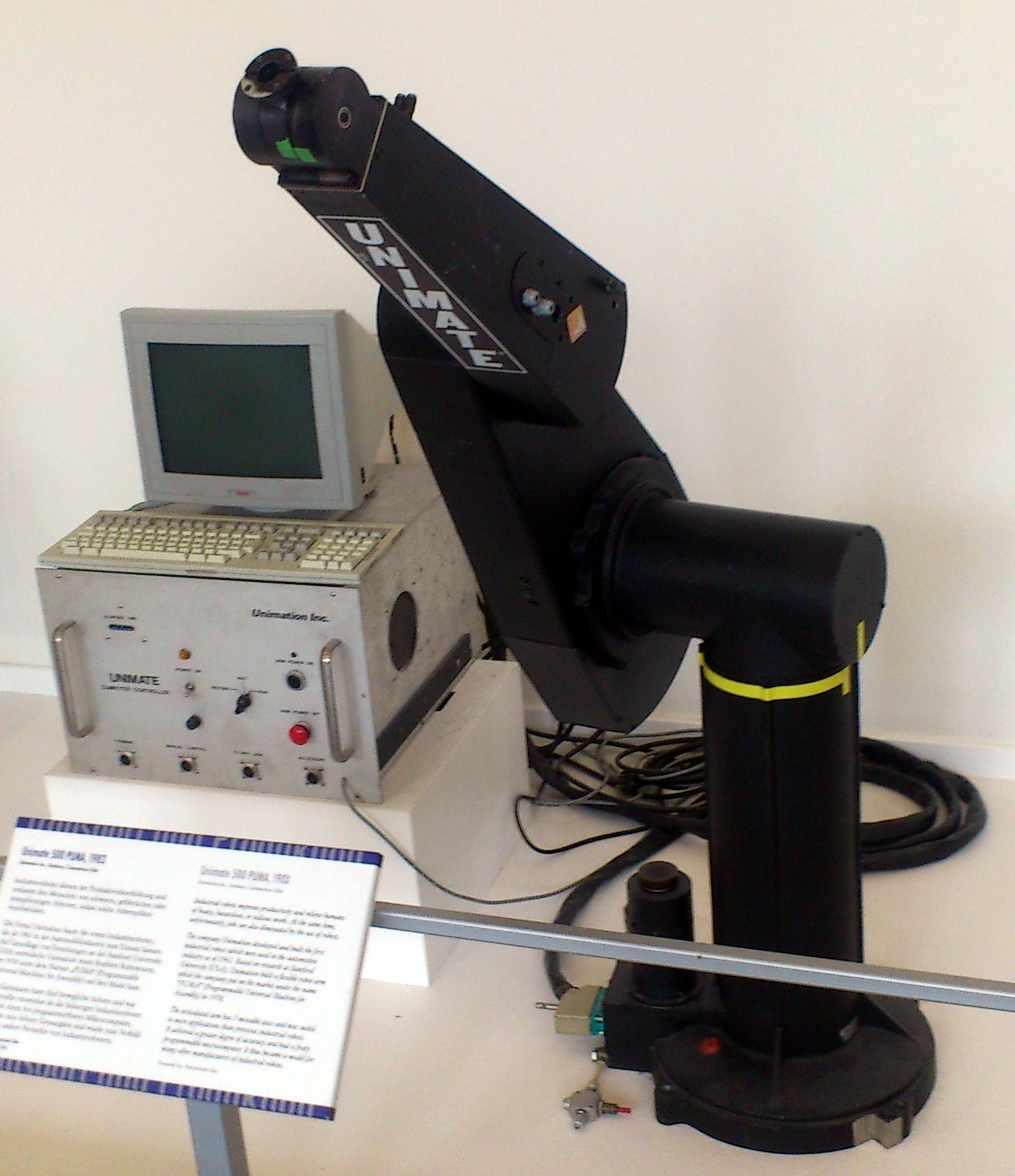
Ultima versione del Unimate 500 PUMA del 1983, con unità di controllo, al Deutsches Museum di Monaco di Baviera

Devol registrò un brevetto industriale per un robot industriale nel 1954 (US Patent 2,988,237) pubblicato nel 1961.
Devol collaborò con Engelberger, presidente della società, per produrre il robot Unimate. Lo commercializzarono nel 1961 alla fiera di Chicago Cow Palace.
La prima versione di unità di controllo era a valvole termoioniche, data l'introduzione diffusa del transistor successiva. Inoltre le parti componenti il robot furono realizzate artigianalmente dall'azienda in quanto a fine anni '50 la componentistica meccatronica come un digital encoder (trasduttore di posizione angolare) dell'epoca non era adeguata all'uso specifico. Inventarono anche una specifica memoria a tamburo con sistema di controllo di parità.
Nel 1960, Devol personalmente vendette il primo Unimate, spedito alla General Motors nel 1961. La GM usò la macchina per il primo impiego nella manipolazione di pezzi nella pressofusione e nella saldatura a punti delle carrozzerie. Il primo esemplare fu installato presso lo stabilimento GM Inland Fisher Guide Plant a Ewing (New Jersey) per la manipolazione dei pezzi pressofusi.
L'introduzione del robot industriale trasformò profondamente il settore automotive, con Chrysler e Ford Motor Company che presto seguirono l'esempio di General Motors. Il successo della nuova tecnologia permise a Unimate, dopo una perdita iniziale di 35.000 US$, di creare profitto.
Westinghouse Electric Corporation comprò da Engelberger la Unimation Inc. per 107 milioni di US$ nel 1983. Successivamente la società statunitense la vendette alla svizzera Stäubli nel 1988.

## PUMA
Il PUMA (Programmable Universal Machine for Assembly, o anche Programmable Universal Manipulation Arm) fu sviluppato da Victor Scheinman alla Unimation nel 1978. Inizialmente sviluppato per la General Motors Corporation, il PUMA si basava sugli studi effettuati con il robot Vicarm disegnato da Scheinman mentre era alla Stanford University. Unimation produsse il PUMA per anni prima di essere acquisita dalla Westinghouse Electric Corporation nel 1983.